# 福山氏豬殃殃
福山氏豬殃殃（学名：Galium fukuyamae）为茜草科豬殃殃屬下的一个种。

## 扩展阅读
- 維基物種上的相關：福山氏豬殃殃